# Matchbox (modellismo)
Matchbox è un marchio del gruppo Mattel, creato nel 1954 dall'azienda britannica Lesney Products & Co. Ltd. per produrre modellini in pressofusione.

## Storia

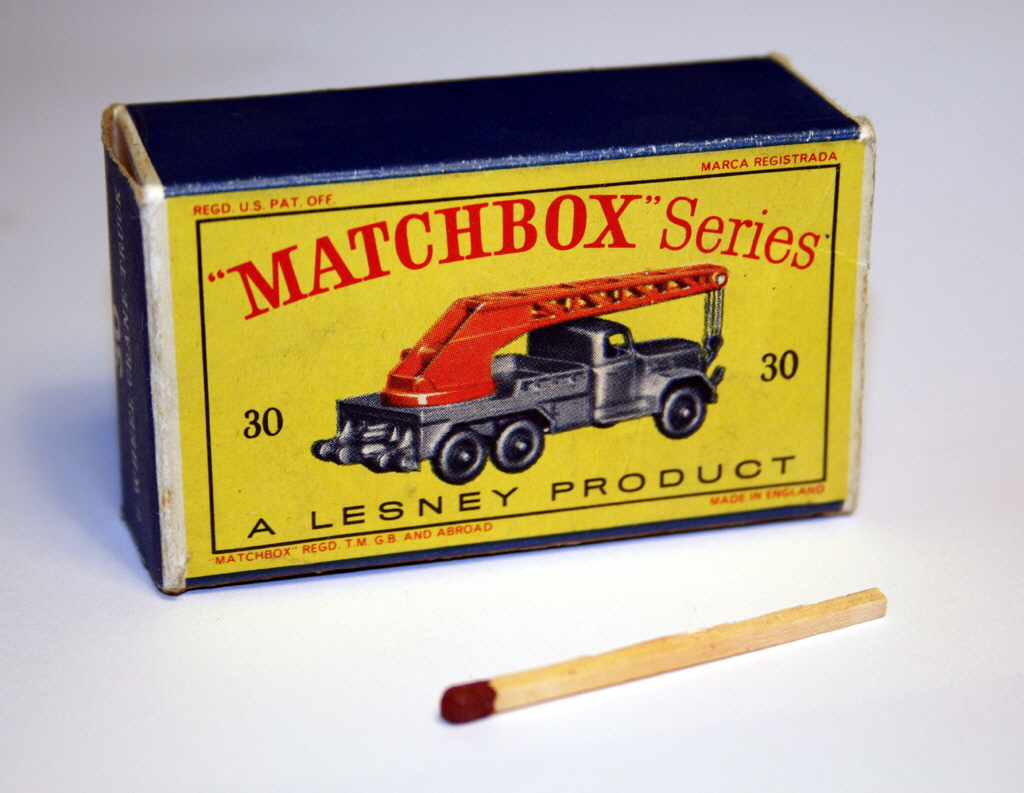
Confezione originale di un modellino Matchbox

Nel 1947 Leslie Smith e Rodney Smith, ex riservisti della Royal Navy, omonimi ma non parenti, fondarono a Tottenham la società Lesney Products & Co., operante nel settore della pressofusione industriale. Il nome della Lesney derivava dalla combinazione dei nomi di battesimo dei fondatori. In seguito entrò a far parte della società John William Odell, detto Jack.
Dal momento che gli ordini, nell'ultimo trimestre dell'anno, tendevano a calare, i tre soci pensarono di integrare la produzione fabbricando giocattoli natalizi. I primi modellini, ideati sulla base dei Dinky Toys, furono un piccolo rullo compressore e una betoniera. Il successo dell'iniziativa fece sì che la Lesney si dedicasse esclusivamente alla produzione di giocattoli. Nel 1953 ebbe un enorme successo la riproduzione in miniatura della carrozza reale utilizzata per l'incoronazione della regina Elisabetta II: ne fu venduto un milione di esemplari.
Nel 1950 Rodney Smith lasciò la società, che nel frattempo si era trasferita a Shacklewell Lane, nei sobborghi di Londra. Della commercializzazione dei prodotti Lesney si occupava Richard Kohnstam, della Kohnstam and Co.: i modellini erano distribuiti con il marchio Moko Lesney (nel 1959 la Lesney cominciò a distribuire in proprio i suoi prodotti). Nel 1954 fu introdotto il marchio Matchbox: il nome derivava dal fatto che i modellini, di piccole dimensioni, erano contenuti in una confezione simile a una scatola di fiammiferi, in inglese matchbox. Nel 1966 l'azienda aveva 3.500 dipendenti e sfornava 2.500.000 pezzi alla settimana nello stabilimento di Lee Conservancy Road, nato nel 1962 a Hackney, sempre nei sobborghi di Londra.
Nel 1968 la Mattel introdusse la linea Hot Wheels, e questo causò problemi alla Lesney, che dovette aggiornare la produzione secondo la nuova moda americana. Ma in seguito nuovi problemi economici causarono, nel 1982, il fallimento della società, dopo trentacinque anni di attività. Il marchio fu acquistato dall'asiatica Universal Group e, in seguito, dal gigante statunitense Mattel..